# Miguel Vila
Miguel Vila   (Pàdua, 1993) és un autor de còmic italià. Algunes de les seves obres són; Padovaland (2020) i Dulce de leche (2022).

## Biografia
Miguel Vila, va néixer a Pàdua. Es va formar a l'Accademia di belle arti di Bologna en l'especialitat de còmic, mentre estudiava publicava els seus treballs en fanzins i revistes autoeditades.
El 2020 edita el seu primer còmic comercial, Padovaland, per aquesta obra rep premis al Salone Internazionale dei Comics a Lucca i al Treviso Comic Book Festival a Treviso. El 2022 publica Dulce de leche i guanya el premi al Millor Còmic de l'any al Comicon de Napoli de 2022.